# Islas Diego Ramírez
El archipiélago de las islas Diego Ramírez es un grupo de pequeñas islas e islotes de Chile, localizado a unos 100 km al suroeste del cabo de Hornos y a 93 km al sursudoeste de las islas Ildefonso, en el pasaje de Drake, y a unos 790 km al nornoroeste de las islas Shetland del Sur (Antártica). Comprenden unos 8 km de norte a sur, llegando hasta la latitud 56° 32,2 S.

## Geografía
Administrativamente pertenecen  a la comuna de Cabo de Hornos, en la provincia Antártica Chilena, la cual a su vez forma parte de la región de Magallanes y de la Antártica Chilena.
El archipiélago se compone de dos grupos, separados por un canal de 3 km:
- el grupo del Norte, el más  pequeño, integrado por, de norte a sur,  el islote Cabezas, el islote Peñailillo, la isla Norte, el islote Martínez y el islote Mendoza.
- el grupo del Sur, que comprende, de norte a sur, el islote Santander, los islotes Vergara, la isla Bartolomé (la principal isla del archipiélago), el islote Pontevedra, islote García, la isla Gonzalo (la segunda principal isla del archipiélago), el islote Ester, los islotes Torres, el islote Nahuel, el islote Barros, el islote Hernández y el islote Águila, el punto más austral del continente americano.

Están cubiertas de vegetación herbácea, musgos y líquenes. Sus costas son bastante acantiladas. El clima es de tundra isotérmica, frío con temperaturas parejas a lo largo del año, con abundantes precipitaciones durante los doce meses. Como es generalizado en estas latitudes subantárticas, corren fuertes y constantes vientos del oeste.
La temperatura media del mes más cálido (febrero) es 7,5 °C, y la del mes más frío (julio) es 3,2 °C, siendo el promedio anual de 5,2 °C.
Las precipitaciones del mes más húmedo (marzo) son 137 mm; del mes más seco (octubre), 94 mm; y la precipitación anual es de 1368 mm.
| Parámetros climáticos promedio de Islas Diego Ramírez | Parámetros climáticos promedio de Islas Diego Ramírez | Parámetros climáticos promedio de Islas Diego Ramírez | Parámetros climáticos promedio de Islas Diego Ramírez | Parámetros climáticos promedio de Islas Diego Ramírez | Parámetros climáticos promedio de Islas Diego Ramírez | Parámetros climáticos promedio de Islas Diego Ramírez | Parámetros climáticos promedio de Islas Diego Ramírez | Parámetros climáticos promedio de Islas Diego Ramírez | Parámetros climáticos promedio de Islas Diego Ramírez | Parámetros climáticos promedio de Islas Diego Ramírez | Parámetros climáticos promedio de Islas Diego Ramírez | Parámetros climáticos promedio de Islas Diego Ramírez | Parámetros climáticos promedio de Islas Diego Ramírez |
| Mes                                                   | Ene.                                                  | Feb.                                                  | Mar.                                                  | Abr.                                                  | May.                                                  | Jun.                                                  | Jul.                                                  | Ago.                                                  | Sep.                                                  | Oct.                                                  | Nov.                                                  | Dic.                                                  | Anual                                                 |
| ----------------------------------------------------- | ----------------------------------------------------- | ----------------------------------------------------- | ----------------------------------------------------- | ----------------------------------------------------- | ----------------------------------------------------- | ----------------------------------------------------- | ----------------------------------------------------- | ----------------------------------------------------- | ----------------------------------------------------- | ----------------------------------------------------- | ----------------------------------------------------- | ----------------------------------------------------- | ----------------------------------------------------- |
| Temp. máx. media (°C)                                 | 14.7                                                  | 14.4                                                  | 12.8                                                  | 9.8                                                   | 6.4                                                   | 4.2                                                   | 3.7                                                   | 5.3                                                   | 7.9                                                   | 10.6                                                  | 12.5                                                  | 14.1                                                  | 9.7                                                   |
| Temp. media (°C)                                      | 7.2                                                   | 7.5                                                   | 6.6                                                   | 5.6                                                   | 4.5                                                   | 3.7                                                   | 3.2                                                   | 3.2                                                   | 3.6                                                   | 4.7                                                   | 5.5                                                   | 6.5                                                   | 5.2                                                   |
| Temp. mín. media (°C)                                 | 6.5                                                   | 6.2                                                   | 5.0                                                   | 3.2                                                   | 1.0                                                   | -0.7                                                  | -1.1                                                  | -1.0                                                  | 1.0                                                   | 2.6                                                   | 4.4                                                   | 5.7                                                   | 2.7                                                   |
| Precipitación total (mm)                              | 126.0                                                 | 135.3                                                 | 137.4                                                 | 134.4                                                 | 107.4                                                 | 109.4                                                 | 107.6                                                 | 97.7                                                  | 100.0                                                 | 93.7                                                  | 99.3                                                  | 119.3                                                 | 1367.5                                                |
| Fuente: Meteorología Interactiva                      |                                                       |                                                       |                                                       |                                                       |                                                       |                                                       |                                                       |                                                       |                                                       |                                                       |                                                       |                                                       |                                                       |

## Punto más austral de América
Hay un debate sobre cuál merece ser considerado el punto más austral de América, siendo posibles tres opciones, las que aquí se presentan ordenadas desde la ubicada más al norte a la más al sur:
- Cabo Froward es el punto más austral de la masa continental de América, es decir, unido directamente al resto del continente, sin cruzar brazos de mar. Pertenece a la comuna de Punta Arenas.

- Cabo de Hornos es el punto más austral de la tierra asociada tradicionalmente a América, ya que allí terminan las islas costeras. En su acepción común, la zona continental incluye también las islas pequeñas situadas a corta distancia de la costa, pero no las que están separadas por brazos de mar importantes. Pertenece a la comuna de Cabo de Hornos.

- Islote Águila en el archipiélago de las islas Diego Ramírez es el punto más austral de la placa continental de América. Desde una perspectiva científica, el continente también incluye las islas vinculadas a las placas continentales. También pertenece a la Comuna de Cabo de Hornos.

## Historia

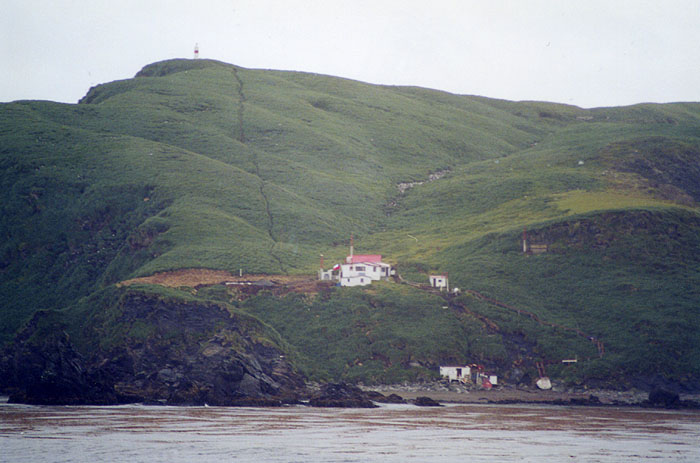
Estación meteorológica en la isla Gonzalo, con el faro visible en la cima de la isla.

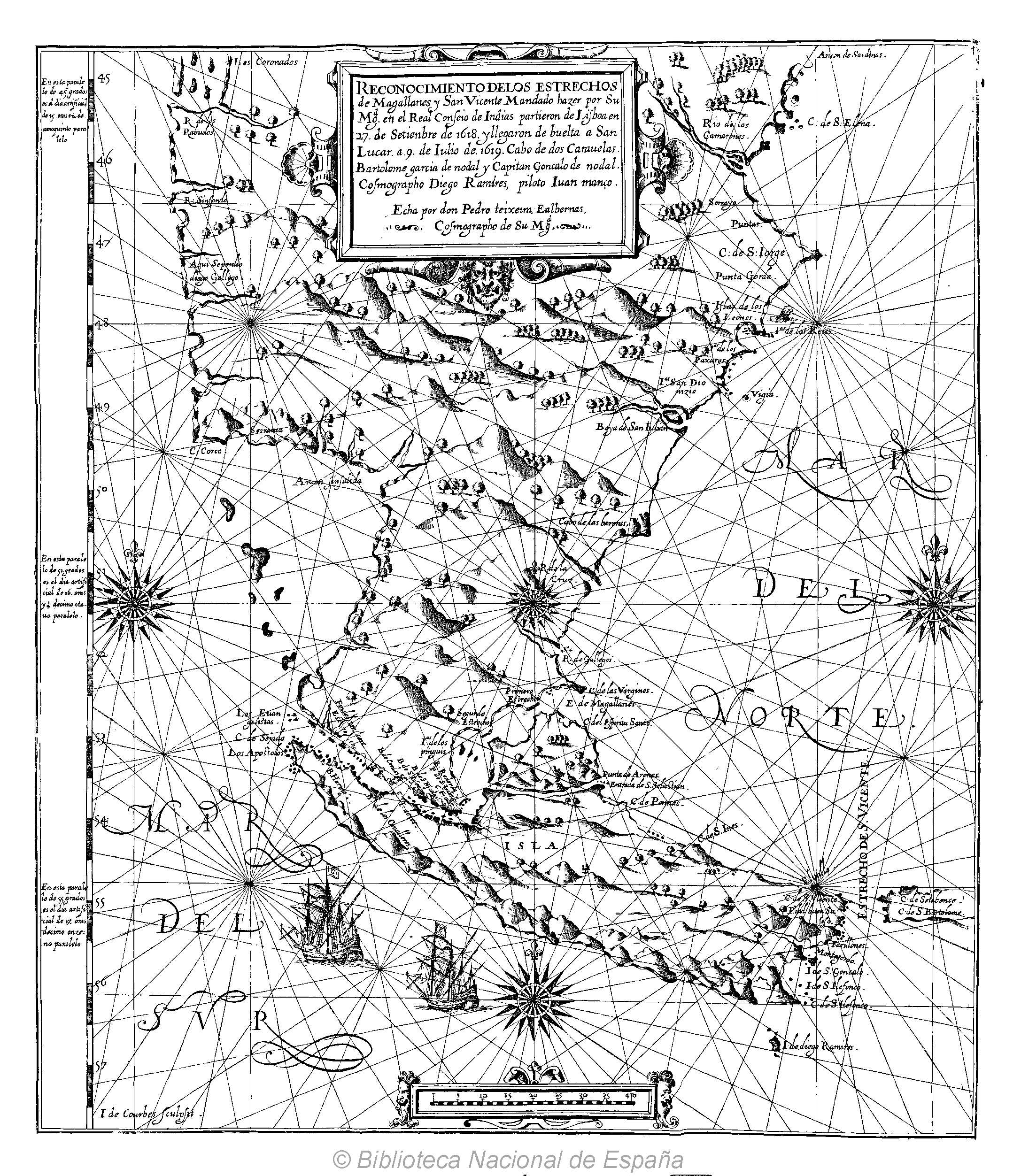
Mapa publicado en 1621 en el que aparece el archipiélago recién descubierto por los hermanos Nodal.

### Descubrimiento
Las islas fueron descubiertas el 12 de febrero de 1619 por los hermanos Bartolomé y Gonzalo Nodal, y las bautizaron en honor a su cosmógrafo, Diego Ramírez de Arellano, todos de origen español. Fueron por mucho tiempo (156 años) las tierras más australes descubiertas, hasta el descubrimiento de las islas Sandwich del Sur, en 1775.

### Colonización
Las islas cuentan con una estación meteorológica, instalada por la Armada de Chile en el año 1951 en Caleta Condell, al noreste de la Isla Gonzalo, la cual es reabastecida varias veces al año.

### Parque Marino
Desde 2019 el archipiélago se encuentra comprendido de un área de protección ambiental, el Parque Marino Islas Diego Ramírez-Paso Drake (PM Diego Ramírez) que resguarda 144 390,6 km2.

## Turismo
Los cruceros ocasionalmente pasan cerca de las islas en su ruta a la Antártida.

## Flora y fauna

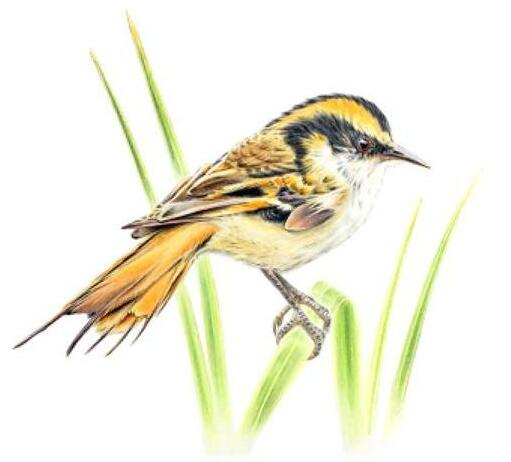
El rayadito subantártico, una especie de pequeña ave terrestre endémica de las Islas Diego Ramírez, descrita científicamente en 2022

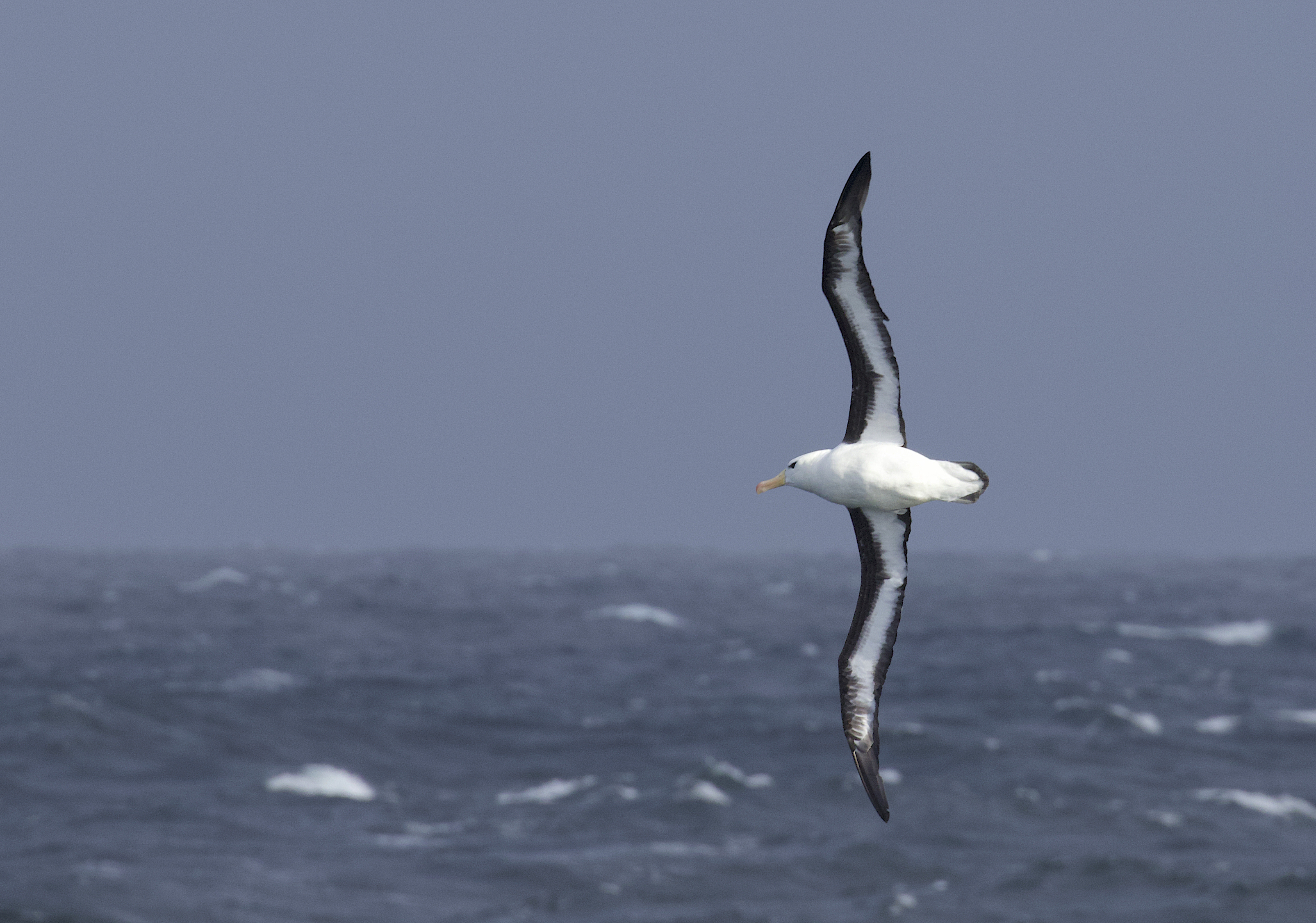
El archipiélago es uno de los 14 lugares de anidación en el mundo del albatros de ceja negra

### Flora
La flora sobre las islas es dominada por altos pastizales de tipo tussok, de altura mayor a 1 metro, de la especie Poa flabellata, con total ausencia de árboles o especies leñosas. Al interior del pastizal o tussok la temperatura puede llegar a ser hasta 5 °C mayor que en el exterior expuesto a fuertes vientos, representando un resguardo para las colonias de aves que anidan o habitan en él. El detritus de esta misma greminea forma un colchón turboso que puede superar el metro de profundidad, dificultando las caminatas de los visitantes humanos.
En el entorno submarino crecen bosques de algas pardas, como el huiro macro o calabacillo (Macrocystis pyrifera), que estructuran y cobijan un hábitat de fauna marina.
Se ha estimado que las islas contienen 200 hectáreas de pastizales (tussok) y 40 de zona costera o intermareal.

### Fauna
La organización BirdLife International ha declarado que el archipélago es un área importante de conservación de aves (AICA o IBA por su sigla en inglés), debido a las numerosas colonias de aves marinas que cifra, en temporadas, de reproducción entre el millón y los dos millones y medio de parejas.
En 1980 se identificaron «16 especies de aves nidificantes, 25 visitantes y 3 especies de mamíferos, todos lobos de mar, más el elefante marino». Se reconoce como lugar de estancia y reproducción del lobo dos pelos (Arctocephalus australis) y el lobo marino común (Otaria flavescens). En 2020 en el entorno más amplio del Parque Marino Islas Diego Ramírez-Paso Drake se identificaba la presencia de 28 especies de mamíferos marinos, incluyendo delfines (como el austral, Lagenorhynchus australis, y chileno, Cephalorhynchus eutropia), orcas (Orcinus orca) y ballenas minke (Balaenoptera bonaerensis) y 74 especies de aves. Es un importante sitio de anidación de aves marinas australes, como el Thalassarche chrysostoma (albatros de cabeza gris), albatros de ceja negra (de las que anidan más de 5.000 y 11 000 parejas respectivamente de cada especie en los claros que deja el pastizal en la Isla Gonzalo), la Ardenna grisea (fardela negra) y el Macronectes giganteus (petrel gigante antártico). También anidan en las islas Eudyptes chrysocome (pingüino saltarrocas austral), Eudyptes chrysolophus (p. macaroni), Spheniscus magellanicus (p. magallánico), Halobaena caerulea (petrel azulado), Pelecanoides urinatrix (potoyunco común). Se ha observado al Phalcoboenus australis (carancho austral) y Stercorarius chilensis (skua chilena) actuando como depredadores de las nidadas de otras aves.
En estas islas de clima riguroso habita una singular especie endémica, una pequeña ave terrestre emparentada con el continental rayadito (que se encuentra en las islas del Cabo de Hornos, separadas por 111 km de mares tempestuosos y ventosos, por lo que su colonización por vuelo directo en épocas recientes no sería posible y se conjetura que haya recorrido una distancia menor durante el último Máximo Glacial), Aphrastura subantarctica (rayadito_subantártico) descrita en 2022, por lo que sería la especie de ave terrestre de distribución más austral de América (y posiblemente el representante más sureño de las aves cantoras o del orden de las Passeriformes). Tuvo que adaptarse a la ausencia de especies leñosas (pues sus parientes cercanos anidan en cavidades de árboles), en cambio anida a ras de suelo, volando protegida de los fuertes vientos entre los pastizales, sobreviviendo a esta costumbres gracias a la ausencia de depredadores, como roedores, felinos y marsupiales en las islas, cambiando la dieta de insectos a crustáceos y pesando un 33 % más que los rayaditos continentales, alcanzando así los 16 g. Anida asociada aves marinas mayores, como los albatros, lo que pudiera ser una estrategia para protegerse del clima, carachos y skuas. Todos estos antecedentes han llevado a que los científicos publiquen recomendaciones para prohibir fuertemente el ingreso de máscotas o mamíferos terrestres que pudieran afecte a las aves.